# 하스이케정
하스이케정(일본어: 蓮池町)은 일본 사가현 간자키군에 설치되었던 정이다. 현재의 사가시, 간자키시에 해당한다.